# Goebel Brewing Company
Die Goebel Brewing Company ist eine ehemalige US-amerikanische Brauerei in Detroit. Sie wurde 1873 gegründet und im Jahr 1964 von der Stroh Brewery Company akquiriert.

## Geschichte

### Gründung
Die Goebel-Brauerei wurde im Jahr 1873 als A. Goebel & Company von den deutschen Auswanderern August Goebel und Theodore Gorenflo in Detroit gegründet. Direkt gegenüber der Brauerei befand sich die Lion’s Head Brewery der Stroh-Familie, die später als Stroh Brewery Company bekannt wurde. Der Jahresausstoß zur Gründungszeit betrug 4.000 Barrel.
Bis in die 1880er Jahre erlebte die Goebel-Brauerei einen raschen Aufstieg. Der Jahresausstoß stieg bis auf ungefähr 18.000 Barrel. Goebel war damit bereits die drittgrößte Brauerei nach Voigt und Kling in Detroit.
1889 überzeugte August Goebel das „English Syndicate“, eine Investorengruppe aus London, mehrere Brauereien in Detroit aufzukaufen und zusammenzulegen. Es wurden die Bavarian Brewing Company, die Charles Endriss Brewery und die Brauerei Jacob Manns aufgekauft, womit ein gemeinsamer Jahresausstoß von 50.000 Barrel generiert werden konnte. Die Brauereien wurden der Goebel Brewing Company einverleibt.

### Jahrhundertwende bis Prohibition
1890 wurde das Unternehmen offiziell mit einem Kapitalstock von 600.000 US-Dollar als Goebel Brewing Company, Ltd. angemeldet. Erster Präsident und Manager wurde August Goebel, Vizepräsident sein Partner Gorenflo. Goebels Sohn August Jr. wurde Sekretär und Kassenwart im Jahr 1891. Fünf Jahre später ging Gorenflo in den Ruhestand. August Goebel Sr. starb im 1905. Sein Nachfolger wurde Fred Brede, neuer General Manager August Goebel Jr. Dessen Bruder Fritz wurde neuer Braumeister.
1912 wurde ein neues achtstöckiges Brauhaus gebaut, womit die Produktionskapazität mehr als verdoppelt wurde. Zwei Jahre später wurde August Jr. Präsident, sein Bruder Fritz Vizepräsident und Superintendent und Fred Brede wurde erneut Kassenwart. Während der amerikanischen Prohibition schloss die Goebel-Brauerei, da die britischen Eigentümer kein Interesse an den geringen Margen der Alternativprodukte wie Limonade oder Malzbier hatten. August Jr. starb 1932. Der Grund der Brauerei wurde von der Haas-Familie gekauft, die die Räumlichkeiten an verschiedene Kleinunternehmen vermietete.

### Wiedereinführung nach der Prohibition
Die Brauerei wurde erst wieder 1933 geöffnet, nachdem die neuen Besitzer die Firma reorganisiert hatten. Für den Neustart wurde Startkapital von 1,4 Millionen US-Dollar durch Aktienverkäufe gesammelt. Das letzte Mitglied der Goebel-Familie in der Brauerei war der für den Einkauf verantwortliche Ted E. Goebel, ein Enkel des Firmengründers. 
1934 begann die Produktion. Neuer Braumeister war der in den Ruhestand getretene Otto Rosenbusch, der zuvor auf der anderen Straßenseite für die Stroh Brewery Company gearbeitet hatte und dessen Sohn Herman immer noch dort als Braumeister angestellt war. Nach Rosenbuschs Tod im Jahr 1935 wurde Charles Elich von der Pabst Brewing Company sein Nachfolger. Als neues Firmenlogo wurde ein deutsch anmutender Adler gewählt.
1938 wurde Edwin J. Anderson als Verkaufsleiter eingestellt. Er wurde bald darauf Vizepräsident. Um Goebel-Bier zu bewerben, führte er einen Wagenzug von Clydesdales ein, die durch das Land fuhren. Während des Krieges wurde diese Kampagne wieder eingestellt. Um einen Imageschaden abzuwenden, wurde während des Zweiten Weltkriegs der deutsche Adler im Firmenlogo durch einen amerikanischen Weißkopfseeadler ersetzt.
Von 1941 bis 1942 starben innerhalb weniger Monate drei Mitglieder des Vorstands, darunter auch Präsident Walter Haas. Anderson wurde daraufhin neuer Präsident.

### Konkurrenzkampf gegen Stroh
Die folgenden Jahrzehnte waren stark vom Konkurrenzkampf mit dem Lokalrivalen Stroh geprägt. Stroh erreichte in den 1950er Jahren einen Jahresausstoß von über einer Million Barrel, Goebel lag ungefähr bei 810.000. Beide Unternehmen wurden gleichermaßen hart von einem bundesstaatweiten Streik vom 1. April bis zum 20. Mai 1958 getroffen. Brauereien aus anderen Staaten schafften es während dieser Zeit, ihren gemeinsamen Marktanteil in Wisconsin langfristig um neun Prozent zu erhöhen. Darüber hinaus rührten Großbrauereien wie Anheuser-Busch und Miller Brewing Company den Wettbewerb durch groß angelegte Werbekampagnen noch weiter an. Um dem einsetzenden Abwärtstrend entgegenzuwirken, wurde Anderson durch den Vizepräsidenten Leroy J. Wallace ersetzt.
Ein neu entwickelter Brauprozess sollte die Kehrtwende bringen: Während der 1960er Jahre experimentierte Goebel mit neuen Produktionsmethoden, um auch bei Flaschen- und Dosenbier einen authentischen Fassgeschmack zu erreichen. Normalerweise musste Flaschen- und Dosenbier pasteurisiert werden, bevor es in den Verkauf gehen konnte. Der Grund hierfür war, dass die im Bier aktive Hefe vor Verkauf abgetötet werden musste, da die Behälter ansonsten durch den Aufbau von Gasen platzen würden. Fassbier hingegen musste nicht pasteurisiert werden, da es von Brauerei bis Zapfhahn gekühlt gelagert wird, was die Hefe hindert, weiterzuarbeiten. Tatsächlich konnten Goebels Chemiker eine neue Bakterienkultur heranzüchten, die die Hefe nach dem Brauprozess langsam zersetzte und dann selbst ohne weitere Folgen abstarb. Dieser neuartige Prozess und der daraus resultierende Fassgeschmack sorgte für einen kurzzeitig steilen Umsatzanstieg. Der Erfolg hielt jedoch nur kurz an, da sich die neue Bakterienkultur unkontrolliert in der Brauerei ausbreitete und damit andere Produktionsprozesse, in welchen die Hefe bestehen bleiben musste, störte. Dies wirkte sich derartig negativ auf den Geschmack aus, dass Goebel die alte Herstellungsweise wieder einführte. Das Experiment kostete Goebel etliche Kunden. Darüber hinaus verpasste man es, sich auf ändernde Geschmackpräferenzen einzustellen. Neue Generationen von Biertrinker bevorzugten leichteres Bier.

### Verkauf an Stroh
Die frühen 1960er Jahre waren weiterhin geprägt von etlichen Führungswechseln und Marketingkampagnen, die nicht den gewünschten Effekt hatten. Strengere Produktionsregulierungen machten es Goebel schwierig, sich im Konkurrenzkampf zu behaupten. Aufgrund des ungehalten schwindenden Umsatzes musste die Brauerei im Jahr 1964 schließen und wurde vom jahrzehntelangen Rivalen Stroh aufgekauft. Stroh riss den Großteil der Goebel-Brauerei ab.
Unter der Leitung von Stroh erlangte Goebel-Bier erneut Popularität. Es wurde derselbe originale Hefestock verwendet. Mit einem niedrig angesetzten Preis erholte sich das Produkt wieder und erreichte bald einen Jahresabsatz von 250.000 Barrel. Keine drei Jahre nach der Akquisition wurde Stroh seinerseits von der Großbrauerei Pabst aufgekauft. Pabst stellte den Verkauf von Goebel-Bier aufgrund sinkender Verkaufszahlen Ende 2005 ein.

## Trivia
- Zwischen 1954 und 1955 verkaufte Goebel unter Lizenz von Guinness die Marken Guinness Brite Ale und Guinness Lager.[2]
- Der amerikanische Komiker George Gobel war aufgrund der Namensähnlichkeit Sprecher und Werbefigur der Brauerei.
- Lange Zeit führte das Unternehmen ein Bantam-Huhn mit dem Spitznamen „Brewster Rooster“ als Maskottchen.
- Goebel war ein Sponsor der Detroit Tigers.